# Танчароен, Морисса
Морисса Танчароен Уидон (англ. Maurissa Tancharoen Whedon; род. 28 ноября 1975) — американский продюсер/сценарист, актриса, певица, танцовщица и лирик.

## Карьера
Первый сценарий Танчароен написала в 2001 году, который она продала Revolution Studios. Это был безымянный питч-сценарий, в котором два азиато-американских агента ФБР расследуют банду в Южном Лос-Анджелесе, работая под прикрытием в качестве клерков в корейском продуктовом магазине. Она работала ассистентом продюсера Марка Тинкера в «Полиции Нью-Йорка» и ассистентом Уильяма М. Финклстейна в «Южном Бруклине», а также она работала соисполнительным продюсером сериала «DanceLife».
Как сценарист и редактор сюжетов, Танчароен работала над «Агентами „Щ.И.Т.а“», сериалом Starz «Спартак: Боги арены», «До смерти красива», «Кукольным домом» и недолговременным ситкомом «Оливер Бин». Она также работала над «Спартаком: Месть».
Помимо написания сценариев, Танчароен также сыграла небольшую роль Кило в «Кукольном доме», а также является одним из авторов и исполнителем песни «Remains» вместе с Джедом Уидоном для эпизода «Кукольного дома» «Эпитафия первая». Она является одним из сценаристов «Музыкального блога Доктора Ужасного» и в этом фильме она сыграла групи. Она появилась в роли певицы в адаптации 2011 года «Много шума из ничего» Джосса Уидона, была поющим голосом Зельды в эпизоде «The Musical» второго сезона «Легенд Нила».
Танчароен работала с Джедом Уидоном и Джоссом Уидоном над «Мстителями», а в настоящее время работает шоураннером и исполнительным продюсером «Агентов „Щ.И.Т.а“».

## Личная жизнь
Танчароен сказала, что её фамилия — тайского происхождения. Она училась в колледже Оксидентал, где она написала две пьесы, которые выиграли литературную премию Argonaut & Moore. Её отец, Томми Танчароен, является координатором транспорта для голливудских фильмов. Её брат, Кевин Танчароен, является режиссёром, чьим дебютным фильмом является «Слава» (2009). 19 апреля 2009 года она вышла замуж за партнёра-сценариста Джеда Уидона, брата Джосса Уидона. Их первый ребёнок, дочь Бенни Сью Уидон, родилась в июне 2015 года.
В ранние годы Танчароен была членом девичьей группы «Pretty in Pink». Группа распалась раньше, чем достигла своего успеха, и вскоре после этого Танчароен диагностировали волчанку, и ей потребовалась химиотерапия.

## Награды
В 2009 году Танчароен выиграла премию «Streamy» за лучший сценарий к комедийному веб-сериалу за сериал «Музыкальный блог Доктора Ужасного».